# Heinrich Barth
Heinrich Barth (Hamburgo, 1821 - Berlín, 1865) fue un explorador y lingüista alemán, uno de los más grandes exploradores europeos de África, ya que su preparación académica, su capacidad de hablar y escribir el árabe, el aprendizaje de las lenguas africanas y su propio carácter hicieron que documentase cuidadosamente los detalles de las culturas que visitaba. Fue uno de los primeros en comprender los usos de la historia oral de los pueblos y recogió muchos relatos tradicionales. Escribió y publicó un relato en cinco volúmenes de sus viajes, tanto en inglés como alemán. Esa obra ha sido de gran valor para los estudiosos de su época y desde entonces. 

## Biografía
Heinrich Barth nació en Hamburgo. Asistió a la Gelehrtenschule des Johanneums y la Universidad Humboldt de Berlín, donde se graduó en 1844. Estudió bajo la dirección de figuras destacadas como Alexander von Humboldt, Leopold von Ranke, Friedrich von Schelling y Jakob Grimm, quienes sentaron las bases de la geografía humana y la investigación histórica en el sentido moderno, como una expresión de la Ilustración.

### En el norte de África y el Cercano Oriente
Barth había visitado Italia y Sicilia y tenía en mente realizar un viaje a través de los países del mar Mediterráneo. Después de estudiar árabe en Londres, partió para su proyectado viaje en 1845. 
En 1845 se encontraba en Tánger y desde allí partió por tierra a través del norte de África. También viajó por Egipto, ascendiendo el Nilo hasta Wadi Halfa y cruzando el desierto hasta las ruinas del puerto de Berenice, en Nubia, a orillas del mar Rojo. Mientras estaba en Egipto, fue atacado y herido por ladrones. Cruzando la península del Sinaí, atravesó Palestina, Siria, Asia Menor, Turquía y Grecia, examinando en todas partes los restos de la antigüedad. Regresó a Berlín en 1847. 
Durante un tiempo fue contratado como profesor asociado en la universidad y escribió Wanderungen durch die Küstenländer des Mittelmeeres (Viajes por los países costeros del Mediterráneo), que publicó en 1849. Trabajó para el Foreign Office británico en 1850.

### En Sudán, el Sahara y África Occidental

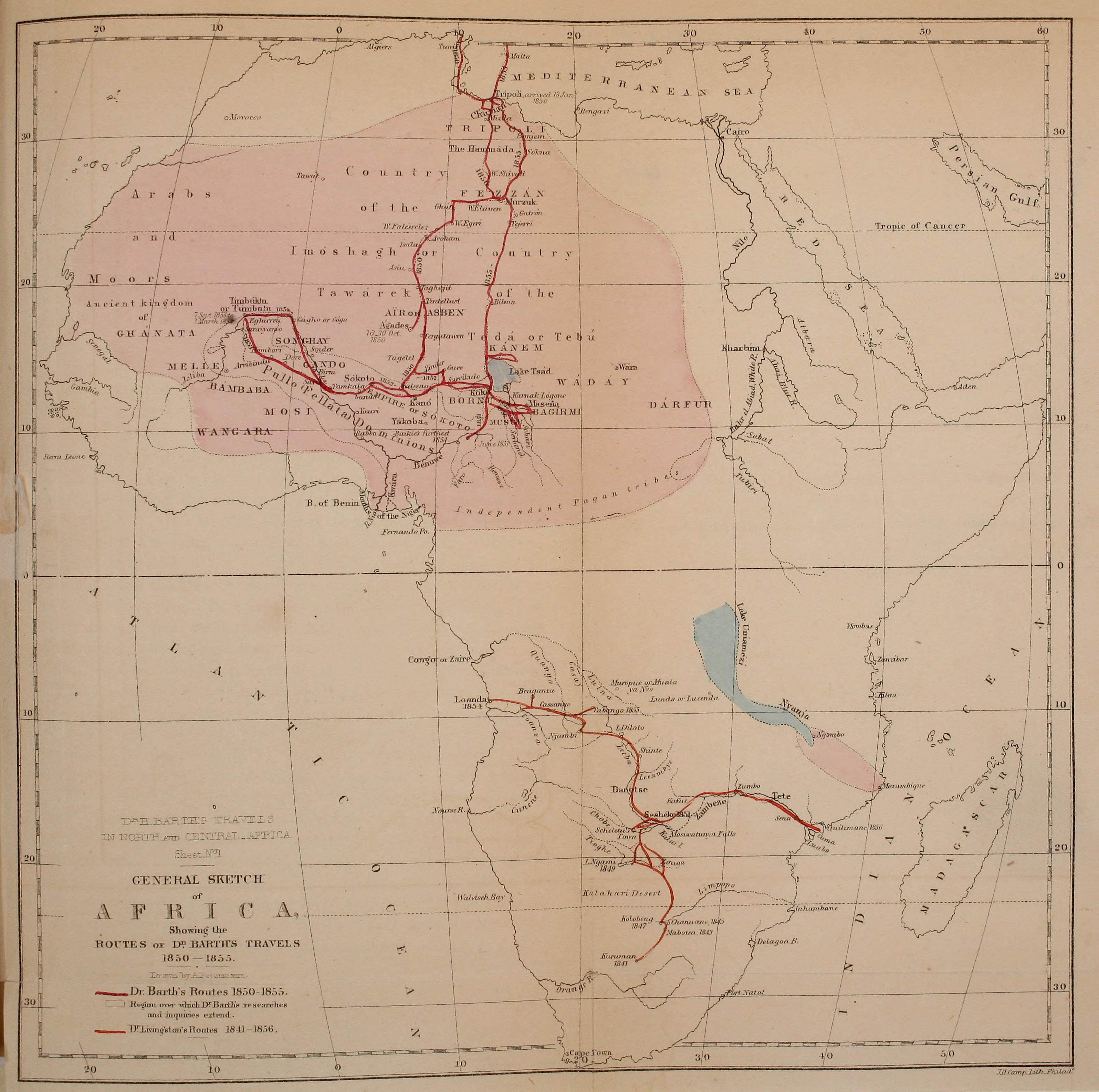
Mapa del viaje de Barth a través de África entre 1850 y 1855 (arriba) y las exploraciones de Livingstone (abajo)

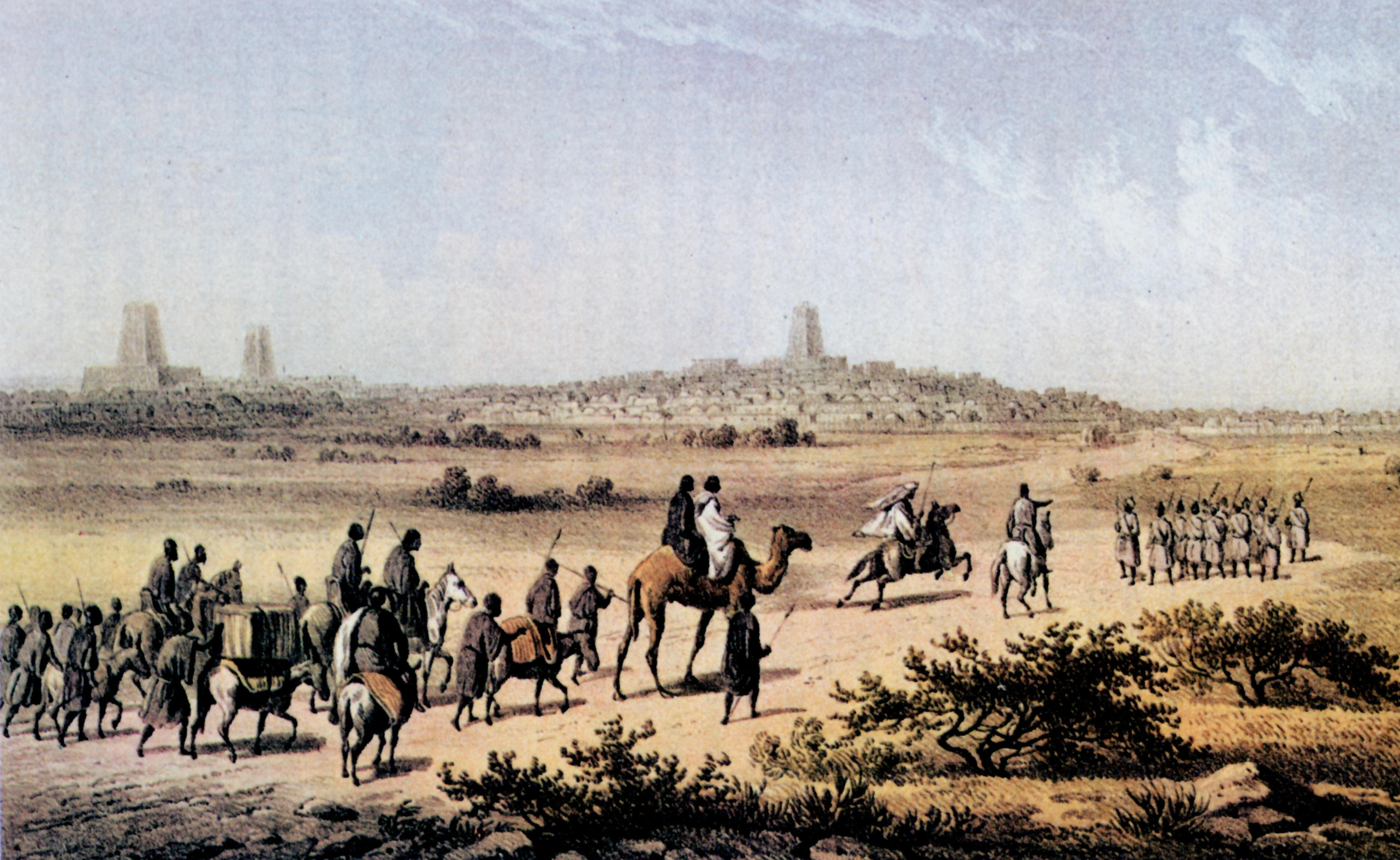
Barth acercándose a Tombuctú el 7 de septiembre de 1853, representado por Martin Bernatz

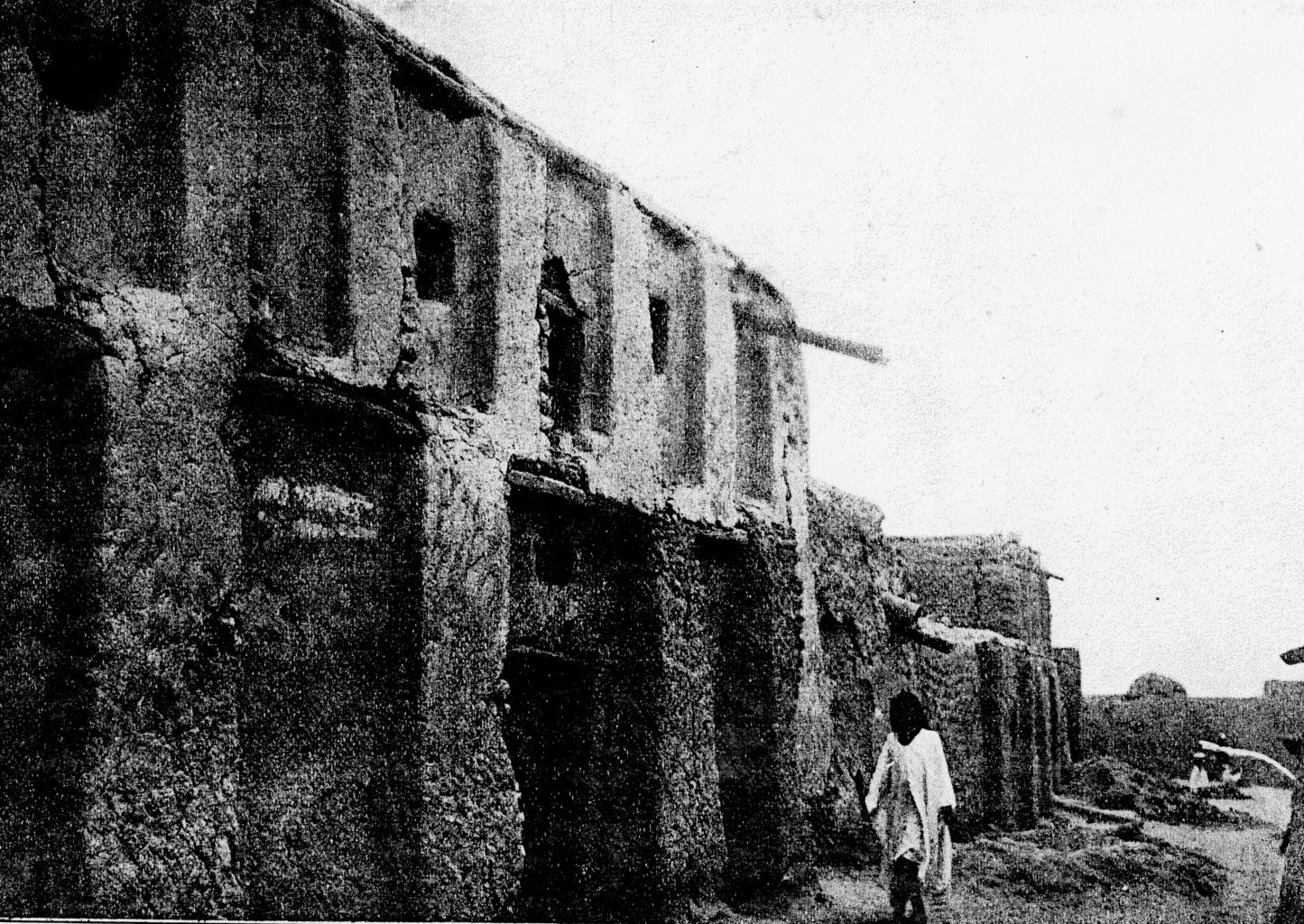
Casa de Heinrich Barth en Tombuctú en 1908, antes de su ruina

El gobierno británico, para abrir las relaciones comerciales con los países del África central y el oeste de Sudán, estaba organizando una expedición para la que había sido seleccionado James Richardson, joven misionero evangélico que pocos años antes había recorrido el Sahara. Richardson estaba patrocinado por la Sociedad Antiesclavista de Londres, que intentaba combatir la trata de esclavos en África con la introducción del comercio libre. Se planeó una expedición de exploración comercial: desde el África occidental a través del Sáhara se llegaría al Chad y desde allí se continuaría hasta el África oriental y la isla de Zanzíbar.
Robert Wilhelm Bunsen, embajador prusiano en Londres, alentó a que al grupo se incorporasen estudiosos y científicos, entre ellos el propio Barth y el naturalista, astrónomo y geólogo alemán Adolf Overweg. La partida dejó Marsella a finales de 1849 y salió de Trípoli a principios de 1850, cruzando el desierto del Sahara con gran dificultad.
La ruta de la expedición, bien equipada, pasó primero por Murzuk y Ghat, por el altiplano desértico de Tassili n'Ajjer hasta las montañas de Air y finalmente por Damergou. El arduo viaje resultó ensombrecido por numerosos robos. Los mapas que Richardson llevaba consigo también resultan incorrectos y, en última instancia, inutilizables. Overweg utilizó sus conocimientos astronómicos para determinar la longitud y latitud de lugares y puntos de referencia, lo que permitió trazar nuevos mapas más precisos. Durante el viaje se produjeron repetidos enfrentamientos entre Richardson y Barth.
En marzo de 1850 Bath intentó llegar a un acuerdo comercial en Ghat mientras que Richardson lo intentaba con los tuaregs de Murzuk. El acuerdo planteaba cesar el comercio de esclavos a cambio de recibir productos europeos, pero no llegó a buen término porque los bereberes estaban convencidos de que los prejuicios que les causaría la supresión de la trata de esclavos no se compensarían con el comercio de mercancías europeas. 
La caravana siguió su camino, cruzó el desierto del Teneré, entre los macizos de Ahaggar y  de Air. Los exploradores iban protegidos por los tuaregs, pero de todas formas sufrieron algunos ataques. Visitaron Agadez, ciudad de Níger en el límite del Sáhara con la región sudanesa, y se unieron a una caravana que volvía de las salinas de Bilma y se dirigía a los mercados del Sudán. En Taguelel, los tres exploradores tomaron diferentes rutas con la idea de volver a reunirse en Kukawa. Barth, que estaba cada vez más convencido de la inutilidad de los intentos antiesclavistas basados en el libre comercio, continuó con sus investigaciones científicas y fue el primer europeo en visitar el emirato de Adamawa en 1851. Richardson se estableció como médico en Kukawa, pero finalmente murió, en marzo de 1851, en las cercanías de esta ciudad. Por su parte, Overwerg navegó rodeando todo el lago Chad y finalmente falleció por la malaria en septiembre de 1852.
Las muertes de Richardson y Overweg dejaron solo a Barth al frente de la misión científica. Desde Londres le llegaron nuevas instrucciones: dirigirse a Tombuctú y buscar tierras colonizables atravesadas por el río Níger. En noviembre de 1852, Barth salió de Kukawa, atravesó la gran curva del Níger y llegó, al cabo de diez meses, a Tombuctú, donde permaneció cerca de medio año. Como su salud empeoró, volvió al lago Chad escoltado por los tuaregs, atravesó el Fezán y regresó a Trípoli en septiembre de 1855.
Cuando volvió a Trípoli, había empleado cinco años y medio en su viaje, que se había extendido más allá de los 24° de latitud y los 20° de longitud, desde Trípoli, en el norte, hasta Adamawa y Camerún en el sur, y desde el lago Chad y Bagirmi en el este, hasta Tombuctú en el oeste, recorriendo unos 19 000 km. Llevaba consigo dos esclavos hausa que en Europa ayudaron a los misioneros a traducir la Biblia a su lengua nativa.  

### Relato del viaje
La historia de ese viaje, con valiosos estudios sobre topografía, historia y costumbres de los países que había visitado, apareció simultáneamente en inglés y alemán con el título Reisen und Entdeckungen in Nord- und Zentralafrika, en inglés Travels and Discoveries in North and Central Africa (Viajes y descubrimientos en el norte y centro de África). Fue considerada una de las mejores obras de su tipo en su momento, hasta la aparición de las Bibliographies de Darwin. Todavía se utiliza por los historiadores de África, y sigue siendo un importante trabajo científico sobre las culturas africanas de la época.
Su obra, que abarcaba cinco gruesos tomos, abrió el conocimiento de vastas regiones africanas y trazó una primera historia de los pueblos que las habitaban. Recibió críticas halagadoras, pero en la práctica no le ofreció el reconocimiento en el ámbito científico y académico que Barth esperaba.

### Años posteriores
Barth regresó de Gran Bretaña a Alemania, donde preparó una colección de vocabularios de lenguas de África central, que aparecieron en Gotha entre 1862 y 1866. En 1858 emprendió otro viaje por Asia Menor y Próximo Oriente y en 1862 visitó las provincias del Imperio otomano en Europa.
En el año siguiente se le concedió una cátedra de Geografía, sin pago regular, en la Universidad de Berlín y fue designado presidente de la Royal Geographical Society. Se le negó el ingreso en la Academia Prusiana de las Ciencias, ya que se afirmó que no había logrado nada de relieve para la historiografía y la lingüística. Sus colegas no entendieron plenamente sus logros, que han sido ratificados por eruditos posteriores.
Barth murió en Berlín a los 44 años, víctima de las enfermedades contraídas en África y olvidado por la mayoría de sus coetáneos. Su tumba se conserva en el Friedhof III der Jerusalems- und Neuen Kirchengemeinde  (Cementerio protestante n.º III de las Congregaciones de la Iglesia de Jerusalén y la Nueva Iglesia) en Berlin-Kreuzberg, al sur de la  Hallesches Tor (Puerta de Halle).

### Legado y honores
Barth estudió minuciosamente la topografía, historia, civilizaciones, lenguas y los recursos de los países que había visitado. Su éxito como explorador e historiador de África se basó tanto en su carácter paciente como en su formación académica. Estaba interesado en la historia y la cultura de los pueblos africanos, más que en las posibilidades de explotación comercial. Debido a su nivel de documentación, su diario se ha convertido en una fuente inestimable para el estudio de África en el siglo XIX. Aunque Barth no fue el primer visitante europeo que prestó atención a las tradiciones orales locales, fue el primero que consideró seriamente su metodología y su uso para la investigación histórica. 
Otros exploradores anteriores, como René Caillié, Dixon Denham y Hugh Clapperton no tenían sus conocimientos académicos. Barth hablaba fluidamente en árabe y en siete lenguas africanas y fue capaz de investigar la historia de algunas regiones, particularmente del Imperio Songhay. Estableció relaciones estrechas con eruditos y gobernantes africanos, desde Umar I ibn Muhammad al-Amin, en Bornu, a través de las regiones de Katsina y Sokoto hasta Tombuctú. Allí, su amistad con Ahmad al-Bakkai al-Kunti le llevó vivir en su casa; también recibió la protección de al-Kunti contra un intento de tomarle como rehén.
Los británicos le premiaron con el título de compañero de la Orden del Baño en reconocimiento de su investigación en África.
Varias ciudades de Alemania, como Hamburgo, Euskirchen y Sarrebruck, han nombrado calles en memoria de este explorador.

## Obras
- Barth, Henricus (1844), Corinthiorum commercii et mercaturae historiae particula (Doctoral Dissertation) (en latín), Typis Unger..
- Heinrich Barth, Corinthiorum commercii et mercaturae historiae particula / Beiträge zur Geschichte von Handel und Handelsverkehr der Korinther, Phil. Diss. 1844 (Nueva edición con traducción al inglés: África Explorata. Monographien zur frühen Erforschung Afrikas 2. Heinrich-Barth-Institut, Cologne 2002, ISBN 3-927688-21-5 (con una bibliografía completa de los escritos de y sobre Heinrich Barth hasta 2000)
- Barth, Heinrich (1849), Wanderungen durch die Küstenländer des Mittelmeeres: ausgeführt in den Jahren 1845, 1846 und 1847, Berlín: Hertz..
- Barth, Henry (1857–1858), Travels and Discoveries in North and Central Africa: being a Journal of an Expedition undertaken under the Auspices of H.B.M.’s Government, in the Years 1849–1855 ... 5 volúmenes, London: Longman, Brown, Green, Longmans and Roberts.. Google books: Volumen 1 (1857), Volumen 2 (1857), Volumen 3 (1857), Volumen 4 (1858), Volumen 5 (1858). Edición de EE. UU. con menos imágenes.  3 volúmenes.. New York: Harper & Brothers, 1857. Google books: Volumen 1 (1857), Volumen 2 (1857),Volumen 3 (1859).
- Barth, H. (1860), «A general historical description of the state of human society in Northern Central Africa», Journal of the Royal Geographical Society of London 30: 112-128, JSTOR 1798293..

- Barth, Heinrich (1862), Sammlung und bearbeitung central-afrikanischer vokabularien; Collection of vocabularies of Central-African languages (en alemán e inglés), Gotha: Justas Perthes..
- Barth, Heinrich (1864), Reise durch das Innere der Europäischen Türkei von Rustchuk über Philippopel, Rilo (Monastir), Bitolia und den Thessalischen Olym nach Saloniki (en alemán), Berlín: Dietrich Reimer..